# Symmetrics Cycling Team/2007
Deze pagina geeft een overzicht van de Symmetrics Cycling Team-wielerploeg in 2007.

## Algemeen
Algemeen manager: Mark Cunningham
Teammanager: Geoff Brown
Ploegleider: Kevin Fields
Fietsen: Norco

## Renners
| Naam               | Geboortedatum | Nationaliteit | Ploeg 2006 |
| ------------------ | ------------- | ------------- | ---------- |
| Zach Bell          | 14-11-1982    | Canada        | Rite Aid   |
| Marsh Cooper       | 22-08-1985    | Canada        |            |
| Brandon Crichton   | 22-02-1985    | Canada        |            |
| Jacob Erker        | 22-12-1975    | Canada        |            |
| Cameron Evans      | 10-01-1984    | Canada        |            |
| Geoff Kabush       | 14-04-1977    | Canada        | geen       |
| Christian Meier    | 21-02-1985    | Canada        |            |
| Andrew Pinfold     | 14-08-1978    | Canada        |            |
| Andrew Randell     | 04-07-1974    | Canada        |            |
| Will Routley       | 23-05-1983    | Canada        |            |
| Jeff Sherstobitoff | 17-06-1982    | Canada        |            |
| Svein Tuft         | 09-05-1977    | Canada        |            |
| Eric Wohlberg      | 08-01-1965    | Canada        |            |

## Overwinningen
Nationale kampioenschappen
 Canada, Wegrit, Elite: Cameron Evans
Ronde van Cuba
11e etappe deel B (ITT): Svein Tuft
Eindklassement: Svein Tuft
US Cycling Open
Winnaar: Svein Tuft
Ronde van El Salvador
1e etappe: Eric Wohlberg
2e etappe (ITT): Andrew Randell
4e etappe: Ploegentijdrit
6e etappe: Cameron Evans
7e etappe: Zach Bell
2005 · 2006 · 2007 · 2008